# Ciminius albolineata
Ciminius albolineata är en insektsart som beskrevs av Taschenberg 1884. Ciminius albolineata ingår i släktet Ciminius och familjen dvärgstritar. Inga underarter finns listade i Catalogue of Life.